# يونيكلو
يونيكلو هي شركة يابانية تقوم بتصميم،تصنيع وبيع الألبسة الدارجة. تأسست الشركة في 1949.